# DNSA
Con il termine DNSA disturbi si intendono i disturbi non specifici di apprendimento. 
Essi si riferiscono ad una disabilità ad acquisire nuove conoscenze e competenze non limitata ad uno o più settori specifici scolastici che appartengono appunto al DSA (lettura: dislessia, scrittura: disgrafia e disortografia, calcolo: discalculia) ma estesa ad altri settori.
I disturbi non specifici dell'apprendimento sono:
1. ritardo mentale;
2. disturbi generalizzati dello sviluppo;
3. ADHD (disturbo da deficit di attenzione e iperattività);
4. psicosi;
5. depressione;
6. disturbi d'ansia;
7. disturbi di personalità;
8. carenze degli stimoli educativi e culturali della famiglia e dell'ambiente di appartenenza.